# جولي نيومار
جولي نيومار (بالإنجليزية: Julie Newmar)‏ مواليد 16 أغسطس 1933 في لوس أنجلوس، كاليفورنيا، الولايات المتحدة، هي ممثلة أمريكية بدأت مسيرتها الفنية عام 1940.

## وصلات خارجية
- الموقع الإلكتروني
- Official website for her writing
- جولي نيومار على موقع IMDb (الإنجليزية)
- جولي نيومار على موقع الموسوعة البريطانية (الإنجليزية)
- جولي نيومار على موقع ألو سيني (الفرنسية)
- جولي نيومار على موقع ميوزك برينز (الإنجليزية)
- جولي نيومار على موقع تيرنر كلاسيك موفيز (الإنجليزية)
- جولي نيومار على موقع أول موفي (الإنجليزية)
- جولي نيومار على موقع قاعدة بيانات برودواي على الإنترنت (الإنجليزية)
- جولي نيومار على موقع قاعدة بيانات الأفلام السويدية (السويدية)
- جولي نيومار على موقع إن إن دي بي (الإنجليزية)
- جولي نيومار على موقع ديسكوغز (الإنجليزية)
- Julie Newmar at the جامعة ويسكونسن-ماديسون's Actors Studio audio collection
- Julie Newmar Never-Before-Seen Photos, huffingtonpost.com; October 29, 2010; accessed October 10, 2014.
- Julie Newmar interview, AmesTrib.com; accessed October 10, 2014.
- Julie Newmar interview, TheHollywoodSentinel.com; accessed October 10, 2014.

قالب:TonyAward PlayFeaturedActress 1947-1975